# 10785 Дежефф
10785 Дежефф (10785 Dejaiffe) — астероїд головного поясу, відкритий 4 вересня 1991 року.
Тіссеранів параметр щодо Юпітера — 3,298.